# プレスブレーキ

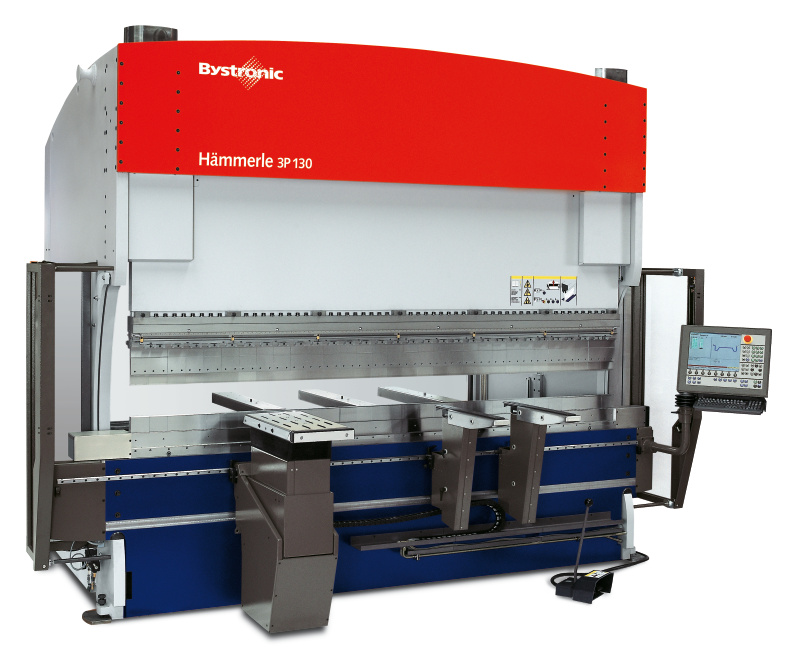
プレスブレーキ
（Bystronic製）

プレスブレーキ（英: press brake）は、薄い金属板に「曲げ加工」をするためのプレス機械。ベンダーやベンディングマシンとも呼ばれる。「パンチ」と呼ばれる先端の尖った上金型と、「ダイ」と呼ばれるV字の溝がついた下金型により、金属板を挟み込むことによって曲げ加工を行う。

## 概要

プレスブレーキによる曲げ加工(3D図)

プレスブレーキによる曲げ加工(2D図)

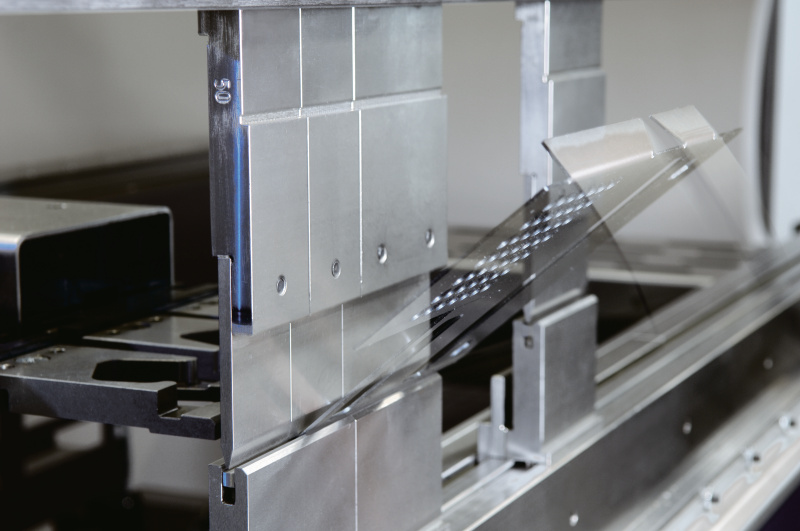
プレスブレーキによる曲げ加工(写真)

- 主に薄板の鋼板やアルミ板などの曲げ加工に用いられる。
- フレーム形状としては「C形」及び「ストレートサイド形」があり、機械の横幅が広く、上下動の駆動装置は油圧式・機械式ともに複数組み込まれていることが多い。
- 幅の広い（単体だと4mまでの場合が多い）ワークの曲げ加工ができるが、機械構造や駆動装置の構造上、全長にわたって同じ角度に曲げることは難しい。 金型とスライド・ボルスター間に紙などのスペーサーを挟んでワークにかかる圧力を部分的に調整するなどの措置が必要で、使いこなすにはある程度の熟練が必要である。

## 駆動方式

### 油圧式プレスブレーキ
- スライドの駆動機構に油圧シリンダーが用いられる。下死点や負荷加重を自在に制御できる特徴があり、現在の主流となっている。
- 同じプレスブレーキを複数台横に並べて、長尺材の曲げ加工をすることもできる。

### 機械式プレスブレーキ
- スライドの駆動に用いられるクランク・コネクティングロッドが2組以上あるクランクプレスとなっている。下死点調整がし難く、加工スピードも調整しにくいため、現在は油圧式に取って代わられ、あまり用いられていない。

## 主なメーカー
- 相澤鐵工所
- アマダ
- コマツ
- 東洋工機（愛知県）
- 村田機械
- MERUGA